# Handelsweg (Braunschweig)

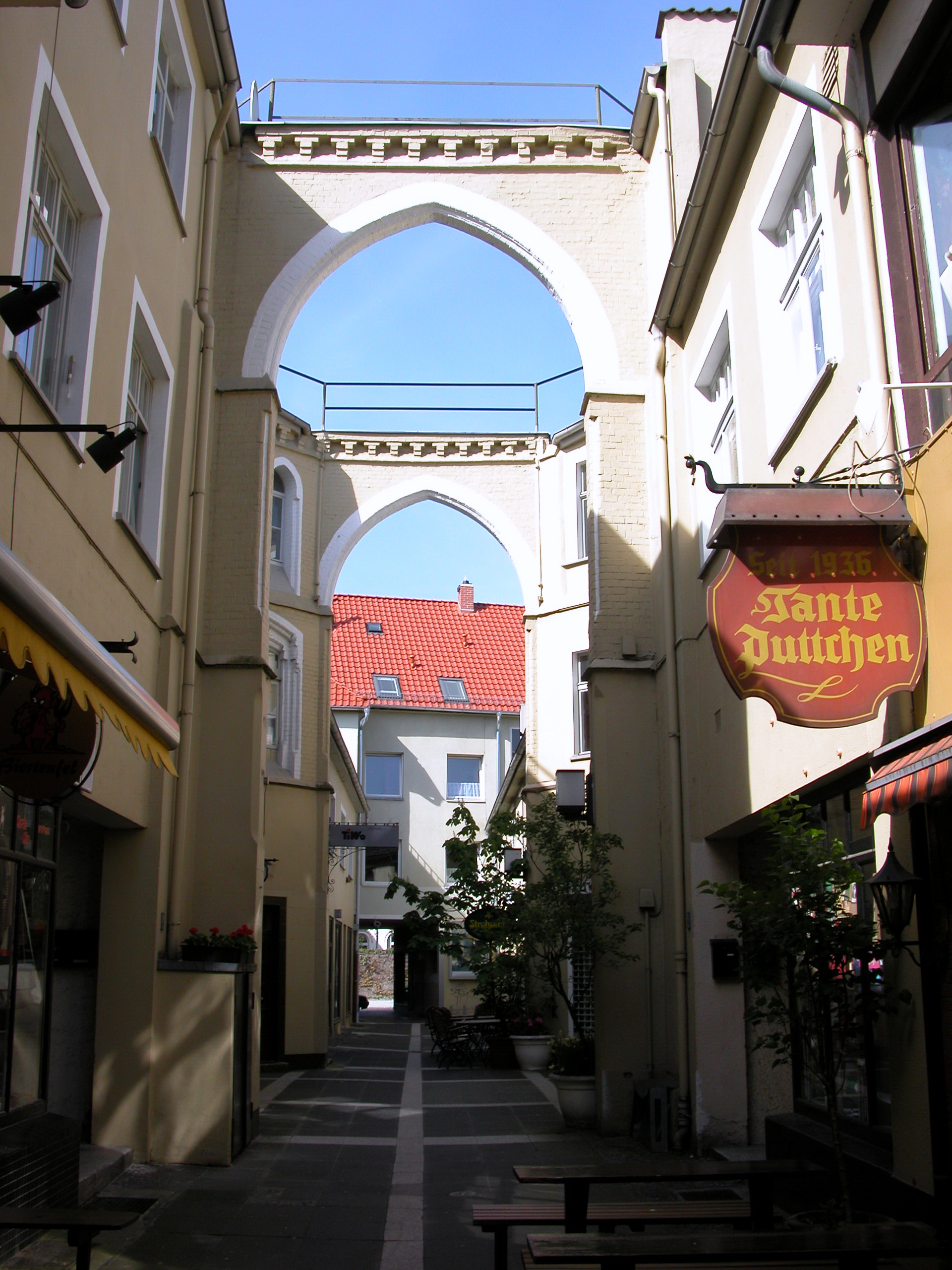
Der Handelsweg (Blickrichtung Westen)

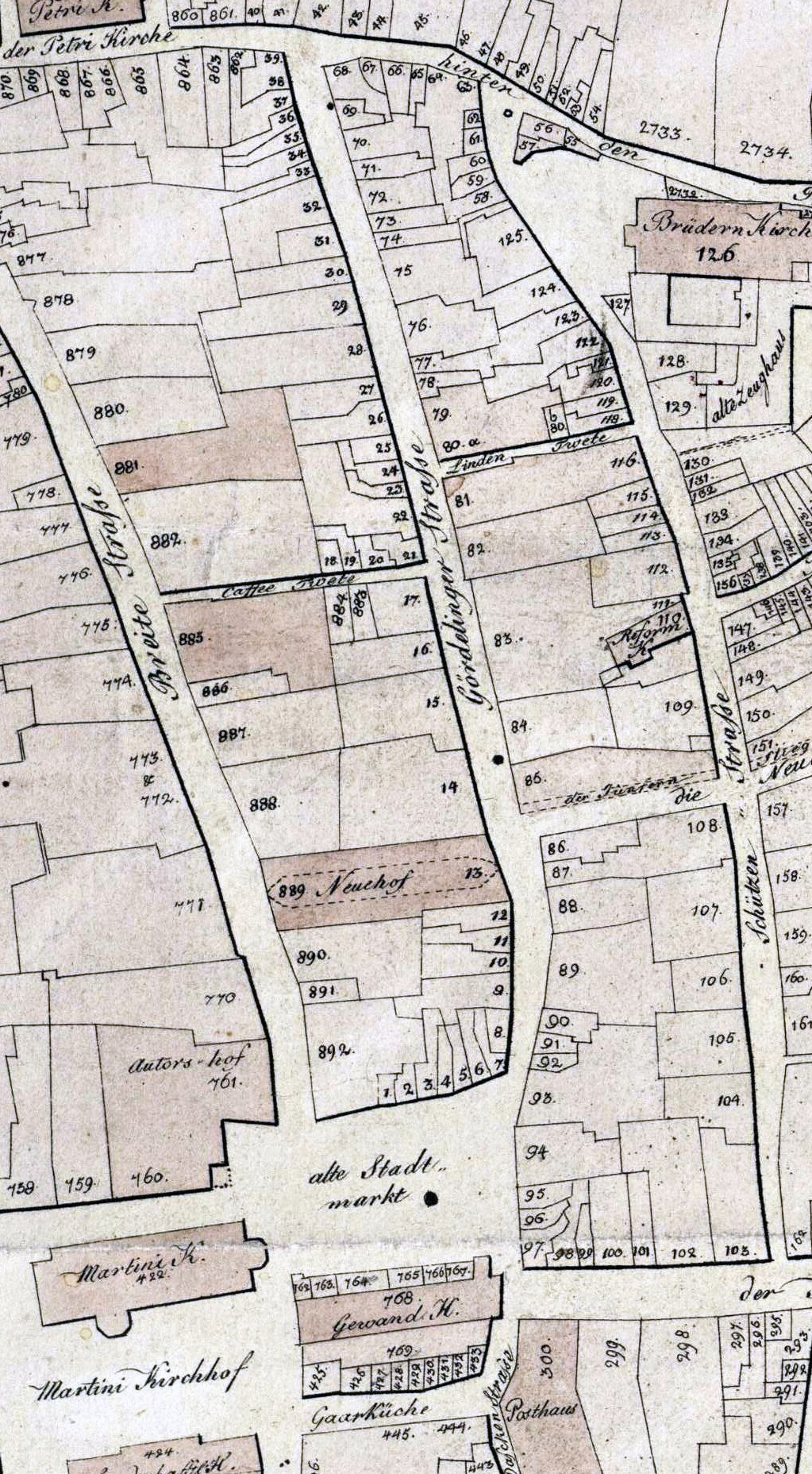
Ausschnitt aus Friedrich Wilhelm Culemanns Stadtplan von 1789: Im Zentrum der „Neuehof“, aus dem 1872 durch Umbau der „Sedanbazar“ wurde.

Der Handelsweg ist die älteste Ladenpassage in Braunschweig. Bereits Ende des 18. Jahrhunderts als Neuerhof angelegt, entstand daraus 1872 der Sedanbazar, der 1928 in Handelsweg umbenannt wurde. Die etwa 70 m lange Passage verläuft in Ost-West-Richtung im historischen Weichbild Altstadt, wo sie die Gördelingerstraße mit der Breiten Straße verbindet.

## Geschichte
Die Braunschweiger Messen hatten seit ca. 1500 mehrmals jährlich stattgefunden. Nachdem Braunschweig 1671 seine Unabhängigkeit an die zu diesem Zeitpunkt noch im nahen Wolfenbüttel residierenden Welfen-Herzöge verloren hatte, beabsichtigte der Braunschweigische Herzog Rudolf August die Warenmessen der Stadt neu zu beleben und ließ nahe dem Altstadtmarkt einige alte Häuser (Breite Straße 24 (Assekuranznummer 889 und drei weitere dahinter), den sogenannten „Möllerhof“ (Knoll nennt ihn „Müllershof“), nach der letzten Eigentümerin, der Witwe eines Gottfried Möller) abreißen und den „Neuenhof“ errichten, der mit Gewölbegängen und Verkaufsständen ausgestattet wurde. In den oberen Etagen befand sich u. a. der Ziehungssaal der Braunschweigischen Klassenlotterie und ab 1821 die Niederlassung der Porzellanmanufaktur Fürstenberg. Eigentümerin der Gebäude war die Herzogliche Kammer, die sie knapp 200 Jahre später, um 1869, an einen Privatmann verkaufte. 
Der Hotelbesitzer Schröder wiederum ließ den Gebäudekomplex etwa 1870 abreißen. In der Folge des gewonnenen Deutsch-Französischen Krieges von 1870/71 und der damit verbundenen nationalistisch-chauvinistischen Euphorie im gerade entstandenen Deutschen Kaiserreich fanden reichsweit vermehrt sogenannte  „vaterländische Feiern“ statt, wie z. B. Kaisers Geburtstag oder jeweils am 2. September der „Sedantag“ zur Erinnerung an die für die deutschen Truppen siegreich verlaufene Schlacht bei Sedan. Auch wurden Denkmäler errichtet und Straßen und Plätze nach siegreichen Schlachten und Heerführern benannt. So wurde die neue, nach einem Entwurf des in Braunschweig tätigen Architekten Heinrich Campe (1840–1913) im Stil der Neugotik gehaltene Ladenpassage, im Gedenken an die siegreiche Schlacht „Sedan-Bazar“ getauft. Nach dem Ende des Ersten Weltkrieges und dem damit einhergegangenen Untergang des Deutschen Kaiserreiches, wurde die Benennung „Sedanbazar“ zunehmend als unzeitgemäß betrachtet, so dass die Passage schließlich 1928 den neuen Namen „Handelsweg“ erhielt.
Wie große Teile der näheren und weiteren Umgebung des Handelsweges, z. B. der nur wenige Meter südlich gelegene Altstadtmarkt oder der wenig weiter nördlich gelegene Bäckerklint, wurde auch die Passage durch alliierte Bombenangriffe während des Zweiten Weltkrieges schwer beschädigt, u. a. wurde das Glasdach zerstört. Ab 1956 begann der Wiederaufbau der Passage mit dreistöckigen Häusern. Das Glasdach wurde nicht wieder hergestellt.
Heute finden sich im Handelsweg Szenekneipen, Cafés und verschiedene Läden.